# Rastatt (district)
Districtul Rastatt este un Kreis în landul Baden-Württemberg, Germania.

## Orașe
Următoarele orașe se află în districtul Rastatt:
- Bühl (29.000)
- Gaggenau (29.615)
- Gernsbach (14.146)
- Kuppenheim (8276)
- Lichtenau (4999)
- Rastatt (49.100)